# Teorema de Apolônio

área verde + área azul = área vermelha

Pitágoras como um caso especial:área verde = área vermelha

Em geometria, o teorema de Apolônio é um teorema que relaciona o comprimento de uma mediana de um triângulo aos comprimentos de seus lados. Ele afirma que a soma dos quadrados de dois lados quaisquer de qualquer triângulo é igual ao dobro do quadrado da metade do terceiro lado, somado ao dobro do quadrado da mediana que bissecta o terceiro lado.
O teorema é encontrado como proposição VII.122 da Coleção de Pappus de Alexandria (c. 340 d.C.). Pode ter estado no tratado perdido de Apolônio de Perga chamado Lugares Planos (aprox. 200 a.C.), e foi incluído na reconstrução de 1749 desse trabalho por Robert Simson.

## Enunciado e relação com outros teoremas
Em qualquer triângulo {\displaystyle ABC,} se {\displaystyle AD} é uma mediana ({\displaystyle |BD|=|CD|}), então {\displaystyle |AB|^{2}+|AC|^{2}=2(|BD|^{2}+|AD|^{2}).} É um caso especial do teorema de Stewart. Para um triângulo isósceles com {\displaystyle |AB|=|AC|,} a mediana {\displaystyle AD} é perpendicular a {\displaystyle BC} e o teorema se reduz ao teorema de Pitágoras para o triângulo {\displaystyle ADB} (ou triângulo {\displaystyle ADC}). Do fato de que as diagonais de um paralelogramo se bissectam mutuamente, o teorema é equivalente à lei do paralelogramo.

## Demonstração

Demonstração do teorema de Apolônio

O teorema pode ser demonstrado como um caso especial do teorema de Stewart, ou pode ser demonstrado usando vetores (veja lei do paralelogramo). A seguir está uma demonstração independente usando a lei dos cossenos.
Seja um triângulo com lados {\displaystyle a,b,c} com uma mediana {\displaystyle d} traçada para o lado {\displaystyle a.} Seja {\displaystyle m} o comprimento dos segmentos de {\displaystyle a} formados pela mediana, então {\displaystyle m} é metade de {\displaystyle a.} Sejam os ângulos formados entre {\displaystyle a} e {\displaystyle d} como {\displaystyle \theta } e {\displaystyle \theta ^{\prime },} onde {\displaystyle \theta } inclui {\displaystyle b} e {\displaystyle \theta ^{\prime }} inclui {\displaystyle c.} Então {\displaystyle \theta ^{\prime }} é o suplemento de {\displaystyle \theta } e {\displaystyle \cos \theta ^{\prime }=-\cos \theta .} A lei dos cossenos para {\displaystyle \theta } e {\displaystyle \theta ^{\prime }} afirma que {\displaystyle {\begin{aligned}b^{2}&=m^{2}+d^{2}-2dm\cos \theta \\c^{2}&=m^{2}+d^{2}-2dm\cos \theta '\\&=m^{2}+d^{2}+2dm\cos \theta .\,\end{aligned}}}
Somando a primeira e a terceira equações, obtemos {\displaystyle b^{2}+c^{2}=2(m^{2}+d^{2})} como queríamos demonstrar.